# Shōkichi Satō
Shōkichi Satō (jap. 佐藤 昌吉, Satō Shōkichi; * 9. April 1971 in der Präfektur Aomori) ist ein ehemaliger japanischer Fußballspieler.

## Karriere
Satō erlernte das Fußballspielen in der Schulmannschaft der Gonohe High School. Seinen ersten Vertrag unterschrieb er 1990 bei NKK SC. Der Verein spielte in der höchsten Liga des Landes, der Japan Soccer League. Für den Verein absolvierte er 15 Spiele. 1994 wechselte er zum Zweitligisten Kyoto Purple Sanga. 1995 wurde er mit dem Verein Vizemeister der Japan Football League und stieg in die J1 League auf. Für den Verein absolvierte er 47 Erstligaspiele. 1999 wechselte er zum Zweitligisten Ōmiya Ardija. Für den Verein absolvierte er 13 Spiele. Ende 1999 beendete er seine Karriere als Fußballspieler.